# NSWRL 1964
Die NSWRL 1964 war die 57. Saison der New South Wales Rugby League Premiership, der ersten australischen Rugby-League-Meisterschaft. Den ersten Tabellenplatz nach Ende der regulären Saison belegten die St. George Dragons. Diese gewannen im Finale 11:6 gegen die Balmain Tigers und gewannen damit die NSWRL zum neunten Mal in Folge und zum elften Mal insgesamt.

## Tabelle
|      | Team                          | Spiele | Siege | Unent. | Ndlg. | Spiel- punkte | Diff. | Tabellen- punkte |
| ---- | ----------------------------- | ------ | ----- | ------ | ----- | ------------- | ----- | ---------------- |
| 01.  | St. George Dragons            | 18     | 15    | 0      | 3     | 393:154       | + 239 | 30               |
| 02.  | Parramatta Eels               | 18     | 14    | 0      | 4     | 274:188       | + 86  | 28               |
| 03.  | Balmain Tigers                | 18     | 12    | 0      | 6     | 247:192       | + 55  | 24               |
| 04.  | North Sydney Bears            | 18     | 11    | 1      | 6     | 334:257       | + 77  | 23               |
| 05.  | South Sydney Rabbitohs        | 18     | 11    | 0      | 7     | 304:250       | + 54  | 22               |
| 06.  | Newtown Jets                  | 18     | 9     | 0      | 9     | 236:268       | - 32  | 18               |
| 07.  | Western Suburbs Magpies       | 18     | 8     | 1      | 9     | 259:274       | - 15  | 17               |
| 08.  | Manly-Warringah Sea Eagles    | 18     | 5     | 1      | 12    | 229:331       | - 102 | 11               |
| 09.  | Eastern Suburbs               | 18     | 2     | 0      | 16    | 190:351       | - 161 | 4                |
| 010. | Canterbury-Bankstown Bulldogs | 18     | 1     | 1      | 16    | 168:369       | - 201 | 3                |

## Playoffs

### Ausscheidungs/Qualifikationsplayoffs
| 29. August | Balmain Tigers | 11 : 9 | North Sydney Bears | Sydney Cricket Ground, Sydney Zuschauer: 35.082 Schiedsrichter: Jack Bradley |
| 29. August | (4:5) Bericht  |        |                    | Sydney Cricket Ground, Sydney Zuschauer: 35.082 Schiedsrichter: Jack Bradley |

| 5. September | St. George Dragons | 42 : 0 | Parramatta Eels | Sydney Cricket Ground, Sydney Zuschauer: 33.659 Schiedsrichter: Col Pearce |
| 5. September | (20:0) Bericht     |        |                 | Sydney Cricket Ground, Sydney Zuschauer: 33.659 Schiedsrichter: Col Pearce |

### Halbfinale
| 12. September | Balmain Tigers | 16 : 7 | Parramatta Eels | Sydney Cricket Ground, Sydney Zuschauer: 35.389 Schiedsrichter: Col Pearce |
| 12. September | (9:3) Bericht  |        |                 | Sydney Cricket Ground, Sydney Zuschauer: 35.389 Schiedsrichter: Col Pearce |

### Grand Final
| 19. September | St. George Dragons                                                    | 11 : 6        | Balmain Tigers          | Sydney Cricket Ground, Sydney Zuschauer: 61.369 Schiedsrichter: Col Pearce |
| 19. September | Versuche: King Erhöhungen: Langlands (1/1) Straftritte: Langlands (3) | (2:4) Bericht | Straftritte: Barnes (3) | Sydney Cricket Ground, Sydney Zuschauer: 61.369 Schiedsrichter: Col Pearce |

| 1  | Graeme Langlands |
| 2  | Johnny King      |
| 3  | Reg Gasnier      |
| 4  | Billy Smith      |
| 5  | Eddie Lumsden    |
| 6  | Brian Clay       |
| 7  | George Evans     |
| 8  | Monty Porter     |
| 9  | Peter Armstrong  |
| 10 | Kevin Ryan       |
| 11 | Elton Rasmussen  |
| 12 | Norm Provan      |
| 13 | Johnny Raper     |

| 1  | Keith Barnes         |
| 2  | Dick Quinn           |
| 3  | Brian Dunlop         |
| 4  | Bob Ridley           |
| 5  | Bob Mara             |
| 6  | Jack Danzey Jr.      |
| 7  | William Bischoff Jr. |
| 8  | Bob Boland           |
| 9  | Dick Wilson          |
| 10 | George Piper         |
| 11 | Ron Clothier         |
| 12 | Peter Provan         |
| 13 | Dennis Tutty         |